# Isak Danielson

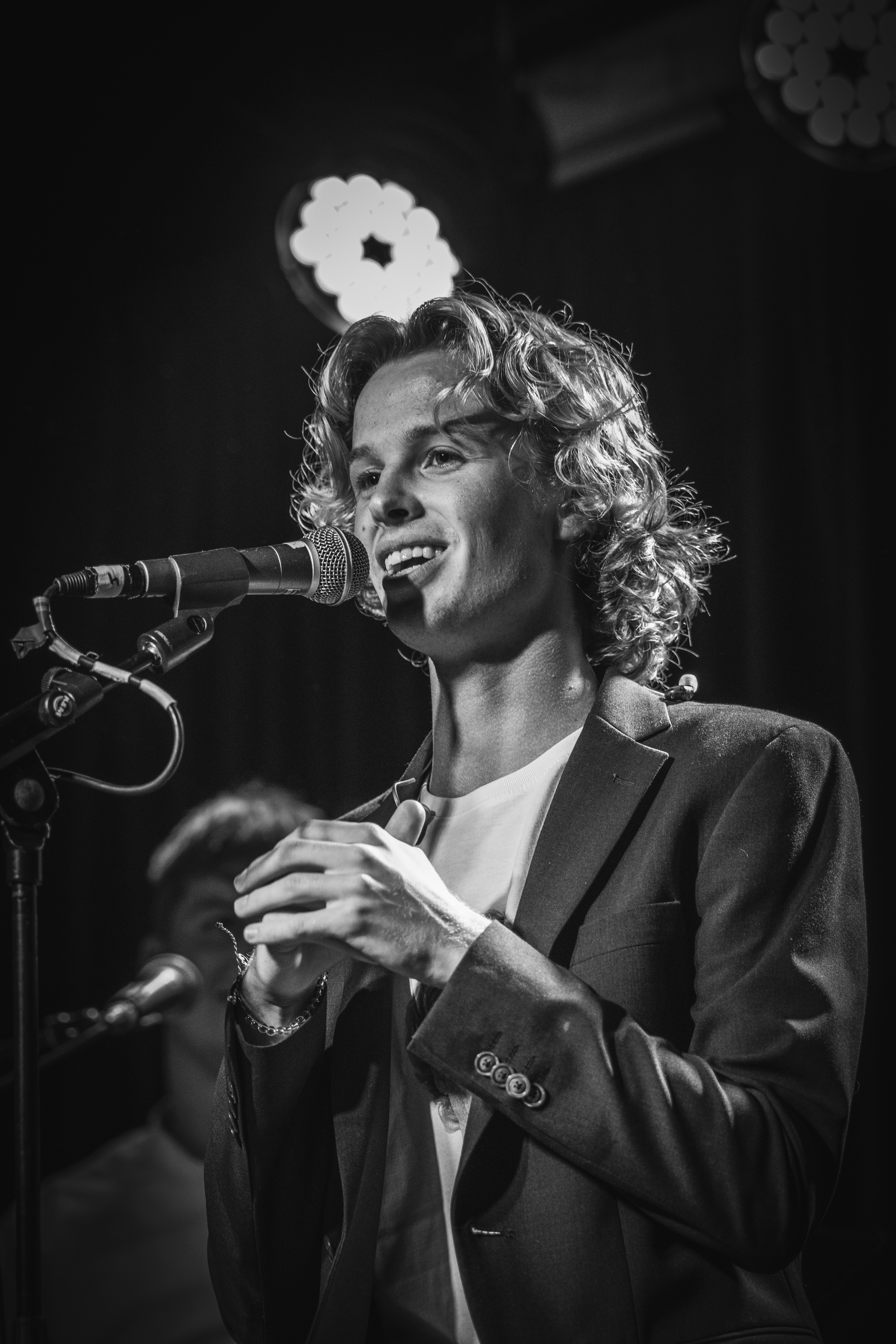
Isak Danielson, 2018

Isak Danielson (* 1997 in Göteborg) ist ein schwedischer Sänger und Songwriter. Nachdem er zunächst durch seine Teilnahme an einer Casting-Show Bekanntheit erlangte, veröffentlichte er im Jahr 2018 sein Debütalbum Yours.

## Leben
Danielson wuchs in Hovås in der Gemeinde Göteborg auf. Von 2008 bis 2010 lebte er mit seiner Familie in London, wo er die Tring Park School for the Performing Arts besuchte. Dort erhielt er eine Ausbildung im Bereich Theater und Gesang und er erlernte klassischen Gesang. Im Alter von 14 Jahren nahm Danielson an der zweiten Staffel der schwedischen Version von The X Factor teil. Dort erreichte er den dritten Platz. Später erklärte er, dass er nach der Teilnahme unter psychischen Problemen zu leiden begann. Nach seiner Teilnahme bei der Fernsehshow folgten zunächst zwei EPs.
Im Jahr 2018 veröffentlichte er sein Debütalbum Yours. Sein Lied Ending erreichte unter anderem durch die Verwendung in der US-amerikanischen Tanzsendung So You Think You Can Dance und in Marvel’s Cloak & Dagger größere Bekanntheit. Auf das Album folgte im Jahr 2019 die EP Run To You. Sein zweites Album kam im April 2020 heraus. Es erhielt den Titel Remember to Remember Me. In der schwedischen Zeitung Aftonbladet wurden die Lieder darin als „schmachtende Klavier- und Gitarrenballaden“ bezeichnet. Der Rezensent Per Magnusson schrieb zudem, dass Danielsons Stimme für sein junges Alter ungewöhnlich sei. Im März 2021 veröffentlichte er mit Tomorrow Never Came sein drittes Album. Natasha Azarmi von der schwedischen Zeitung Aftonbladet kritisierte, dass die Melodien mancher Lieder zu schwach seien. Im Werk enthalten war unter anderem das Cover Almost Heaven, das im Original von Jeremiah Lloyd Harmon stammt. Sein viertes Album, King of Tragedy, kam im April 2022 heraus.
Im September 2024 gab er das Album Truly Yours, Isak heraus.

## Diskografie

### Alben
| Jahr | Titel | Höchstplatzierung, Gesamtwochen, AuszeichnungChartsChartplatzierungen (Jahr, Titel, Platzierungen, Wochen, Auszeichnungen, Anmerkungen) | Anmerkungen |
| Jahr | Titel | SE | Anmerkungen |
| ---- | ----- | --- | ----------- |
| 2018 | Yours | SE27 (41 Wo.)SE |             |

Weitere Alben
- 2020: Remember to Remember Me
- 2021: Tomorrow Never Came
- 2022: King of Tragedy
- 2024: Truly Yours, Isak

### EPs
- 2015: Volume One
- 2016: Volume Two
- 2019: Run to You
- 2021: Live in Stockholm

### Singles
- 2014: Long Live This Love
- 2014: Say Something
- 2015: Ending
- 2015: Falling Into You
- 2016: Remember
- 2018: Broken
- 2018: Always
- 2018: I’ll Be Waiting
- 2019: Power
- 2019: Bleed Out
- 2019: Run to You
- 2019: Every Song for You
- 2019: Silence
- 2019: Snowman
- 2020: Light Up
- 2020: I Don’t Need Your Love
- 2020: Domino
- 2020: Almost Heaven
- 2020: When You Believe
- 2021: Face My Fears
- 2021: If You Ever Forget That You Love Me
- 2022: Good Things Come to Those Who Wait
- 2022: King of a Tragedy
- 2022: Let Somebody Go
- 2022: Believe (mit April Snow)
- 2022: Say That Everything Will Be Alright (mit Irya Gmeyner)
- 2023: White Ferrari
- 2024: Afterparty

## Auszeichnungen für Musikverkäufe
| Goldene Schallplatte - Norwegen - 2023: für die Single Always Platin-Schallplatte - Norwegen - 2023: für die Single Broken |

| Land/RegionAuszeichnungen für Musikverkäufe (Land/Region, Auszeichnungen, Verkäufe, Quellen) | Gold  | Platin  | Verkäufe | Quellen |
| -------------------------------------------------------------------------------------------- | ----- | ------- | -------- | ------- |
| Norwegen (IFPI)                                                                              | Gold1 | Platin1 | 90.000   | ifpi.no |
| Insgesamt                                                                                    | Gold1 | Platin1 |          |         |